# KHD V6M 436 R
Die Typenreihe KHD V6M 436 R sind dreiachsige Diesellokomotiven mit Stangenantrieb, die für den mittleren Rangier- und leichten Streckendienst konzipiert wurden. Sie wurden von 1948 bis 1958 von Klöckner-Humboldt-Deutz (KHD) in Weiterentwicklung der DR-Baureihe V 36 gebaut und bei verschiedenen Privatbahnen in Deutschland und Europa eingesetzt. Mehrere Lokomotiven der Reihe sind bis heute erhalten geblieben. 

## Entwicklung
Nach dem Zweiten Weltkrieg war die Lokomotivfabrik KHD als erste Fabrik in Deutschland ab 1946 wieder produktionsfähig. Zuerst wurden im Krieg liegengebliebene Aufträge abgearbeitet, dann entstand mit dieser Lokomotivreihe 1948 eine der ersten Neukonstruktionen. Damals war bei KHD die Motorbezeichnung identisch mit der Lokomotivbezeichnung. Grundlage der Bezeichnung war eine neue Motorreihe, die als wassergekühlte Viertaktmotoren mit stehend angeordneten Zylindern konstruiert war. Die Motorbezeichnung V6M 436 R bedeutet: V = Viertaktmotor, 6 = Zylinderzahl, M = wassergekühlt, 4 = vierte Bauform der Motorreihe, 36 = Kolbenhub in cm und R regelspurige Rangierlokomotive.
Die Lokomotiven wurden in zwei Serien gebaut. Während die erste Serie (bis 1953) noch den V 36 sehr ähnelte, erhielten die Lokomotiven der zweiten Serie (ab 1955) ein höhergelegtes Führerhaus, um die Sicht des Lokpersonals zu verbessern. Ferner wurden die Kanten der Lok abgerundet und die Form moderner gestaltet.

### Verkäufe Lokomotiven erste Serie
Geliefert wurden von den Maschinen der 1. Bauserie nach Deutschland:
- vier Lokomotiven an die Deutsche Bundesbahn
- zwei Lokomotiven an die Deutsche Bundespost
- eine Lokomotive an die AKN Eisenbahn
- eine Lokomotive an die Bergedorf-Geesthachter Eisenbahn
- eine Lokomotive an die RAG Aktiengesellschaft
- eine Lokomotive an die Ruhrchemie
- eine Lokomotive an VW

Eine Lokomotive wurde nach Italien verkauft.

### Verkäufe Lokomotiven zweite Serie
Von dieser Serie wurden nach Deutschland geliefert:
- drei Lokomotiven für VW
- drei Lokomotiven für die Häfen Hannover
- eine Lokomotive erhielten die Klöckner Werke
- eine Lokomotive erhielt die Britische Rheinarmee
- eine Lokomotive erhielt die Bundeswehr
- eine Lokomotive blieb Werklok bei KHD
- eine Lokomotive erhielt die Hümmlinger Kreisbahn
- eine Lokomotive erhielt die RAG Aktiengesellschaft
- zwei Lokomotiven erhielt die Luxemburger Staatsbahn CFL

Eine Lokomotive wurde nach Italien verkauft.

## Technik
Die Lokomotiven wurden analog der Wehrmachtslokomotive WR 360 C 14 mit drei Achsen, die über die zwischen der 2. und 3. Achse angeordnete Blindwelle und Kuppelstangen angetrieben wurden, gebaut. Das Führerhaus befand sich am hinteren Ende der Lokomotive. Sie besaßen Sechszylinder-Viertakt-Dieselmotoren mit der Bezeichnung KHD V6M 436R. Diese waren wassergekühlt und konnten mit Druckluft angelassen werden. Zur Kraftübertragung wurde ein Strömungsgetriebe von Voith verwendet. 

## Einsatz

### Lokomotiven erste Lieferserie
Von den Lokomotiven dieser Serie waren noch drei Stück nach dem Jahr 2000 im Dienst. Eine Lokomotive der RAG Aktiengesellschaft war noch 2006 in Grefrath vorhanden. Von zwei Lokomotiven, die nach Italien verkauft wurden, existieren Aufnahmen nach dem Jahr 2000.

### Lokomotiven zweite Lieferserie

#### VW
Zwei Lokomotiven der Volkswagenwerke waren bis Ende der 1980er Jahre in Betrieb. Ende der 1980er Jahre wurden sie zum Lokpark Braunschweig überstellt. Eine Lokomotive ist dort mit der Bezeichnung V 45 211  fahrfähig erhalten, die andere wird als Ersatzteilspender verwendet.

#### Bundeswehr
Diese Lokomotive war seit ihrer Indienststellung 1957 in einem Munitionsdepot im Emsland bis zum Fristablauf 2008 beheimatet. Das Einsatzende erfolgte mit der Schließung des Munitionsdepots. Daraufhin wurde die Lokomotive vom Armeemuseum Dresden übernommen und den Westerwälder Eisenbahnfreunden als Leihgabe überlassen. Diese Lokomotive ist 2019 betriebsfähig.